# とよはしフィルムコミッション
とよはしフィルムコミッションは愛知県豊橋市における映画やテレビドラマのロケを誘致・協力する一般社団法人（フィルム・コミッション）。
愛知県フィルムコミッション協議会の参画団体の一つである。

## 来歴
前身は愛知県東三河広域観光協議会などを主体とする「ほの国東三河ロケ応援団」。突発的な依頼に対応しきれない、職員の異動のためノウハウが蓄積されないなどの課題があったため、アドバイザーの鈴木惠子を中心に令和3年度（2021年）に豊橋市のシティプロモーション課へ暫定的にうつし、令和4年度（2022年）からはロケ支援を担う民間団体として独立した。
「不可能を可能に」「かゆいところに手が届く」「Noと言わない」を合言葉に、制作側の要望に応じることで多くのロケ誘致に成功している。2023年9月時点で300本以上の作品の誘致をしている。

## 主な誘致・協力作品
- ちゃんと伝える（2009年）
- I LOVE YOU 透明ポーラーベア（2013年）
- みんな!エスパーだよ!（2013年）
- LEADERS（2014年）[6]
- 大塚食品　新MATCH（2014年）
- NHK タイムスクープハンター 蹴玉：元祖なでしこサッカー（2014年）
- 前略、大徳さん（2014年）
- ルーズヴェルト・ゲーム（2014年）[7]
- レッドクロス〜女たちの赤紙〜（2015年）
- みんな!エスパーだよ!（2015年）
- グラスホッパー（2015年）
- PS純金（2016年）
- Docomo CM（2016年）
- 少女（2016年）[7]
- 大塚製薬 ポカリスエットCM（2016年）
- LEADERS II（2017年）[6][7]
- 陸王（2017年）[6]
- 新宿スワンII（2017年）[7]
- JT CM 「想うた 親を想う」（2018年）
- 東京ヴァンパイアホテル（2018年）
- クソ野郎と美しき世界 EPISODE.01「ピアニストを撃つな!」（2018年）
- ただいま大須商店街（2019年）
- 家族マニュアル（2019年）
- NHK スペシャルドラマ「詐欺の子」（2019年）
- 東京ラブストーリー 2020（2020年）
- Spotify CM（2020年）
- ミッドナイトスワン（2020年）
- 太陽は動かない（2020年）
- 連続テレビ小説 エール（2020年）
- 劇場版ポルノグラファー〜プレイバック〜（2020年）
- TOKYO MER〜走る緊急救命室〜（2021年）
- 家族の写真（2022年）
- マリッジカウンセラー（2022年）
- 異動辞令は音楽隊!（2022年）[8]
- ∞ゾッキ 「見張り台」（2022年）
- ゴジラ-1.0（2023年）[9]
- TBS日曜劇場「VIVANT」（2023年）[6]
- 最後まで行く（2023年）
- 「みいらみさと」MV（2024年）
- ぐっさん家（2024年）
- 「名糖レモンティー」　CM（2024年）
- 超町人!チョコレートサムネット（2024年）
- 太陽がしょっぱい（2024年）
- アニメ「負けヒロインが多すぎる!」（2024年）
- 短編映画「あの灯に帰ろう」（2024年）
- 亜生とナダルがゆるーく釣り旅やっちゃってる 夏休み特別編！（2024年）
- ディア・ファミリー（2024年）
- ザ!世界仰天ニュース　安倍元首相銃撃事件2時間スペシャル（2024年）
- ドラマ BLUE MOMENT ブルーモーメント 第3話、第9話、第10話（最終話）（2024年）[10]
- 朽ちないサクラ（2024年）[10]
- 有吉の壁（2024年）
- 旅人検視官道場修作（2024年）
- 負けヒロインが多すぎる!（2024年）[11]
- 竹とタケノコ（2024年）[12]
- 映画「おいしくて泣くとき」(2025年）